# Elacatinus chancei
Elacatinus chancei is een straalvinnige vissensoort uit de familie van grondels (Gobiidae). De wetenschappelijke naam van de soort is voor het eerst geldig gepubliceerd in 1933 door Beebe & Hollister.